# Sorex satunini
Sorex satunini es una especie de musaraña de la familia soricidae.

## Distribución geográfica
Se encuentra en el Cáucaso y Turquía.